# Elusa affinis
Elusa affinis är en fjärilsart som beskrevs av Rothschild 1916. Elusa affinis ingår i släktet Elusa och familjen nattflyn. Inga underarter finns listade i Catalogue of Life.